# Tri Češmi
Tri Češmi (makedonsky: Три Чешми) je vesnice v Severní Makedonii. Nachází se k opštině Štip ve Východním regionu.

## Geografie
Vesnice se nachází 4 km severně od města Štip přímo u regionální silnice Štip-Veles. Vesnice je rovinatá a leží v nadmořské výšce 320 metrů. Celková rozloha je 10,8 km2. Ve vesnici je 646 ha orné půdy a 70 ha pastvin. Většina obyvatel však pracuje v továrnách ve městě Štip, což způsobuje zvýšený provoz na trase do města.
Ve vesnici se nachází základní škola, tovární závod a ambulance.

## Historie
Místo, na kterém se vesnice nachází, bylo osídleno už v dobách Římské říše, což dokazuje lokalita zvaná Tři fontány 500 metrů za vesnicí.
Dnešní osídlení má základ v letech 1949/50. V prvních letech existence se vesnice jmenovala "Sto domů" (makedonsky: Сто Куќи, Sto kuki). Nově postavené budovy byly přiděleny obětem makedonského exodu v roce 1948.

## Demografie
Podle sčítání lidu z roku 2002 žije ve vesnici 1 065 obyvatel. Etnické složení je:
- Makedonci = 933
- Valaši = 126
- Srbové = 5
- ostatní = 1

| Rok          | 1953 | 1961 | 1971 | 1981 | 1991 | 1994 | 2002  |
| ------------ | ---- | ---- | ---- | ---- | ---- | ---- | ----- |
| Obyvatelstvo | 639  | 664  | 602  | 711  | 953  | 982  | 1 065 |